# 福貴人 (乾隆帝)
福貴人（ふくきじん、？ - 乾隆29年8月5日(1764年8月31日)）は、清の乾隆帝の妃嬪。姓や出自は不明。

## 生涯
生年不詳。誕生日は1月19日 (旧暦)。
乾隆28年（1763年）10月3日、福常在に封じられる。その後、福貴人に昇格。
乾隆29年（1764年）1月19日、誕生日の祝賀として銀150両を下賜されたが、後に福常在に降格された。
乾隆29年（1764年）3月22日、再び福貴人に昇格。
乾隆29年8月5日、熱河（現在の河北省承徳市）で死去。
その際、金棺や覆い、供養用の調度品の費用は熱河の役所から支給され、また、熱河から古北口（北京近郊）への移送費は乾隆26年の恂嬪の金棺移送の例に倣って処理された。
乾隆29年（1764年）11月26日、福貴人の遺品が整理・提出された。
乾隆30年（1765年）閏2月2日、裕陵妃園寝（乾隆帝の陵墓内の妃嬪の墓域）に埋葬された。

## 伝記資料
- 『清史稿』